# Onni Hiltunen
Pour les articles homonymes, voir Hiltunen.
Onni Alfred Hiltunen (né le 26 novembre 1895 à Jyväskylä et mort le 8 juin 1971 à Varkaus) est un homme politique finlandais, plusieurs fois ministre, et président du Parti social-démocrate de Finlande.
Employé des chemins de fer, puis commerçant, Onni Hiltunen travaille dans un journal social-démocrate de Varkaus de 1931 à 1946. Il est élu député à plusieurs reprises entre 1930 et 1962, d'abord dans la circonscription électorale de Savonie du Nord, puis dans celle de Savonie du Sud. Il est président du parti social-démocrate de Finlande de 1944 à 1946, et occupe plusieurs portefeuilles ministériels entre 1944 et 1959 (notamment ministre des Finances en 1944, de 1948 à 1950 et en 1951, ministre du Commerce, de l'Industrie et Vice-Premier ministre en 1958-1959). Enfin, de 1951 à 1961, il préside KELA, l'organisme chargé de gérer la Sécurité sociale finlandaise. 